# 赫氏空隙

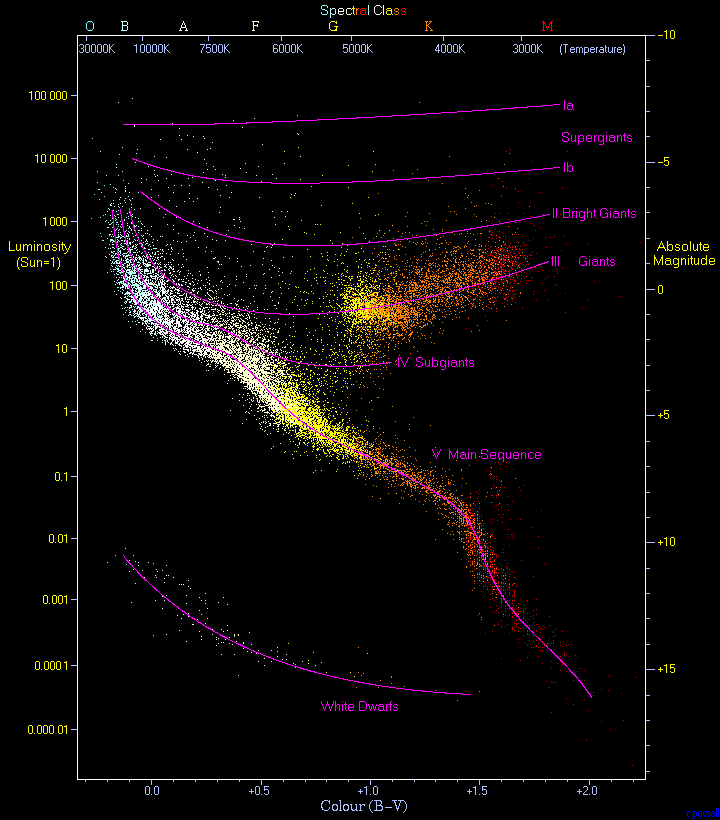
这张图是恒星的赫罗图，显示了恒星的颜色（温度）和亮度（光度）之间的关系。恒星按温度从左到右逐渐变冷，按亮度从下到上逐渐变亮。

赫氏空隙（Hertzsprung gap）是赫羅圖上的一块区域。
它依據埃納·赫茨普龍的發現命名，他首先注意到在赫羅圖 (如右) 上光譜類型A5到G0和絕對星等+1到-3的這一塊區域（也就是在主序帶上方到大約是1.5太陽質量的紅巨星）十分稀薄。當一顆恆星在演化過程中跨越了这片区域，就意味著它已經結束氫核燃燒，但尚未開始氫壳燃燒。
恆星不會停留在这片区域，只花费數千年就非常快速地經過這片區域，相較於恆星生命的周期非常短暫，在圖中這一部分恆星的密度非常的低。
儘管如此，依巴谷衛星11,000顆恆星的完整赫羅圖上還是能在这里看到一小撮恆星。